# Сеньор-ду-Бонфин (Баия)
Сеньор-ду-Бонфин (порт. Senhor do Bonfim) — муниципалитет в Бразилии, входит в штат Баия. Составная часть мезорегиона Северо-центральная часть штата Баия. Входит в экономико-статистический микрорегион Сеньор-ду-Бонфин. Население составляет 72 574 человека на 2006 год. Занимает площадь 816,697 км². Плотность населения — 68,9 чел./км².
Праздник города — 28 мая.

## История
Город основан 1 июля 1799 года.

## Статистика
- Валовой внутренний продукт на 2003 год составляет 159 779 308,00 реалов (данные: Бразильский институт географии и статистики).
- Валовой внутренний продукт на душу населения на 2003 год составляет 2596,64 реалов (данные: Бразильский институт географии и статистики).
- Индекс развития человеческого потенциала на 2000 год составляет 0,690 (данные: Программа развития ООН).

## Климат
Климат местности: жаркий гумидный.